# (38530) 1999 UY14
1999 UY14 (asteroide 38530) é um asteroide da cintura principal. Possui uma excentricidade de 0.05868530 e uma inclinação de 2.34224º.
Este asteroide foi descoberto no dia 29 de outubro de 1999 por CSS em Catalina.